# Holothuria nobilis

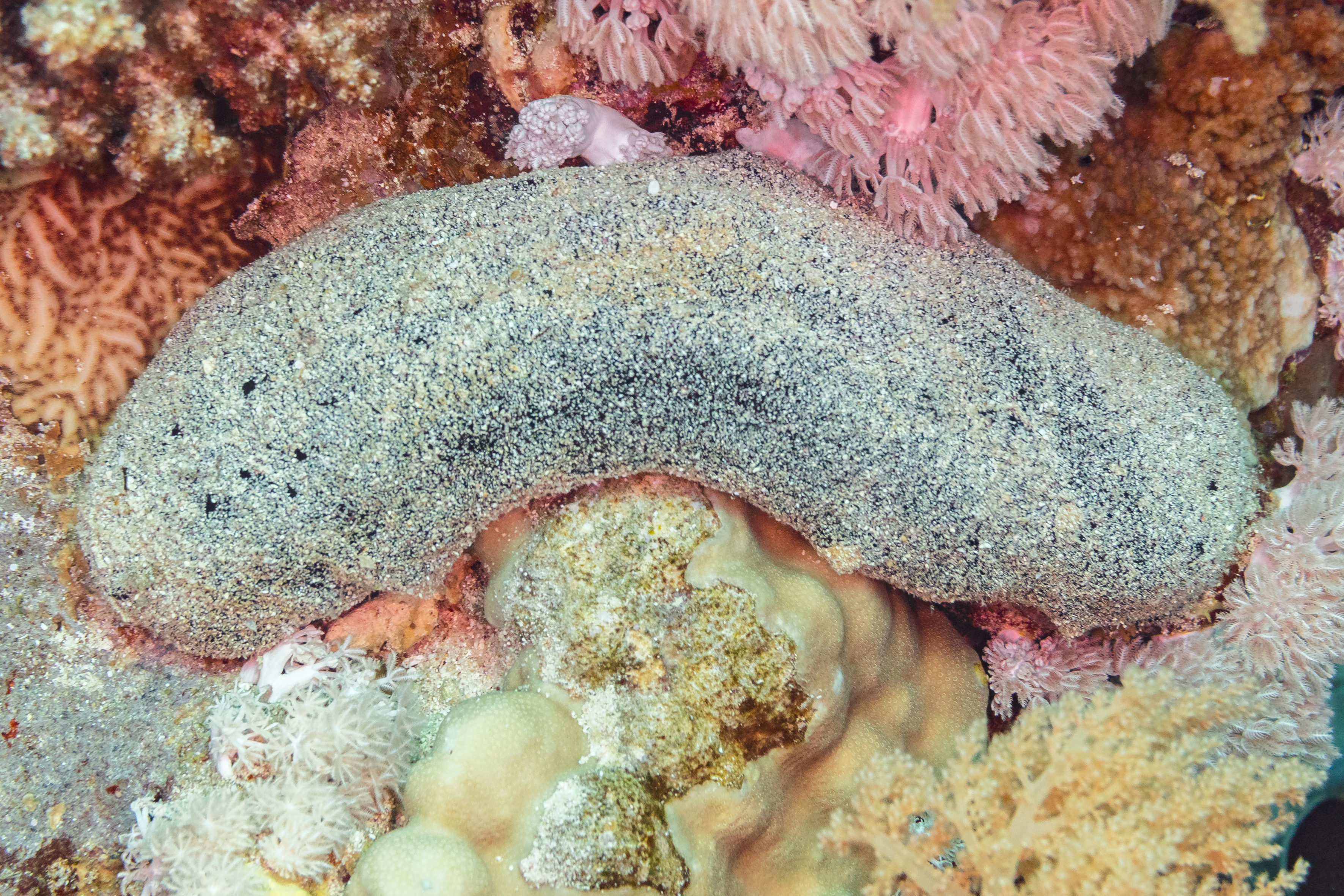
Ejemplar del mar Rojo cubierto de arena.

Holothuria nobilis, vulgarmente conocido como pepino negro de mar, es una especie de pepino de mar del género Holothuria. Este pepino de mar se encuentra en las aguas tropicales del océano Indopacífico. Fue descrito por primera vez por Emil Selenka en 1867.

## Descripción
Este pepino de mar habita en aguas poco profundas cerca de islas y arrecifes. Los miembros de la especie son de color marrón negruzco y gris, y los adultos maduros pueden pesar entre 1,7 y 4 kg.

## Gastronomía
El pepino de mar se consume regularmente como alimento. La especie se puede recolectar del fondo marino usando trajes de buceo o mientras se practica buceo libre, lo que la hace muy vulnerable a la sobrepesca. La especie se considera en peligro de extinción en el océano Índico.